# Rietzneuendorf-Staakow
Rietzneuendorf-Staakow is een gemeente in de Duitse deelstaat Brandenburg, en maakt deel uit van het Landkreis Dahme-Spreewald.
Rietzneuendorf-Staakow telt 619 inwoners.